# Simla
Simla (hindi nyelven: शिमला , nyugati átírással: Shimla) hegyi település Észak-India területén Himácsal Prades államban, amelynek a fővárosa. Lakossága 170 ezer fő volt 2011-ben.
A város 2000-2400 méter magasan fekszik a Himalája lejtőin, ahol a hőmérséklet ritkán haladja meg a 25 °C-ot. 1820 körül a britek építették ki az üdülőhelyet, majd ide helyezték Brit India nyári fővárosát. Ma is kedvelt hegyi üdülőhely, az év minden szakában számos turista keresi fel. 
A város legimpozánsabb épülete a britek által épített alkirályi palota. Érdekes látnivaló a zsúfolt Alsó bazár és a Gandzs-bazár. 
A 2450 m magas Dzsákhú-hegy fákkal borított teteje Simla legmagasabb pontja. Itt a csúcson a majomisten, Hanumán temploma látható. 

## Galéria

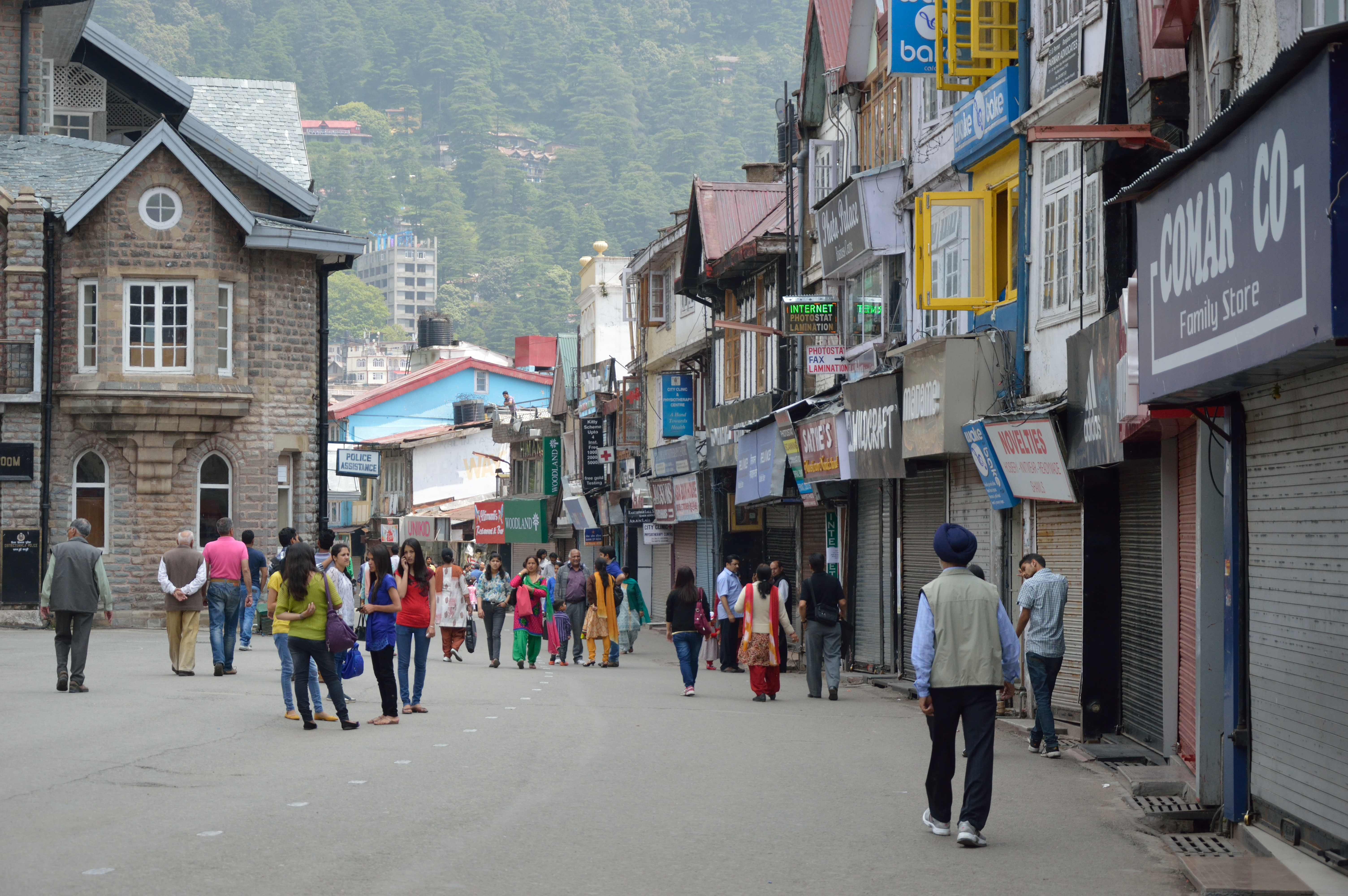
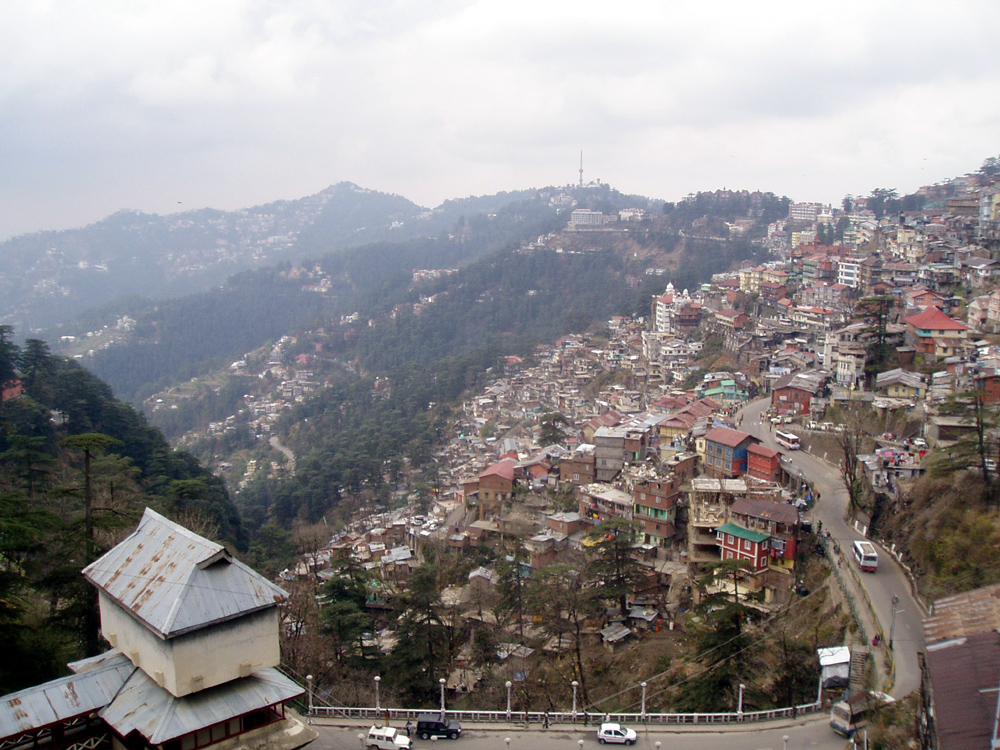
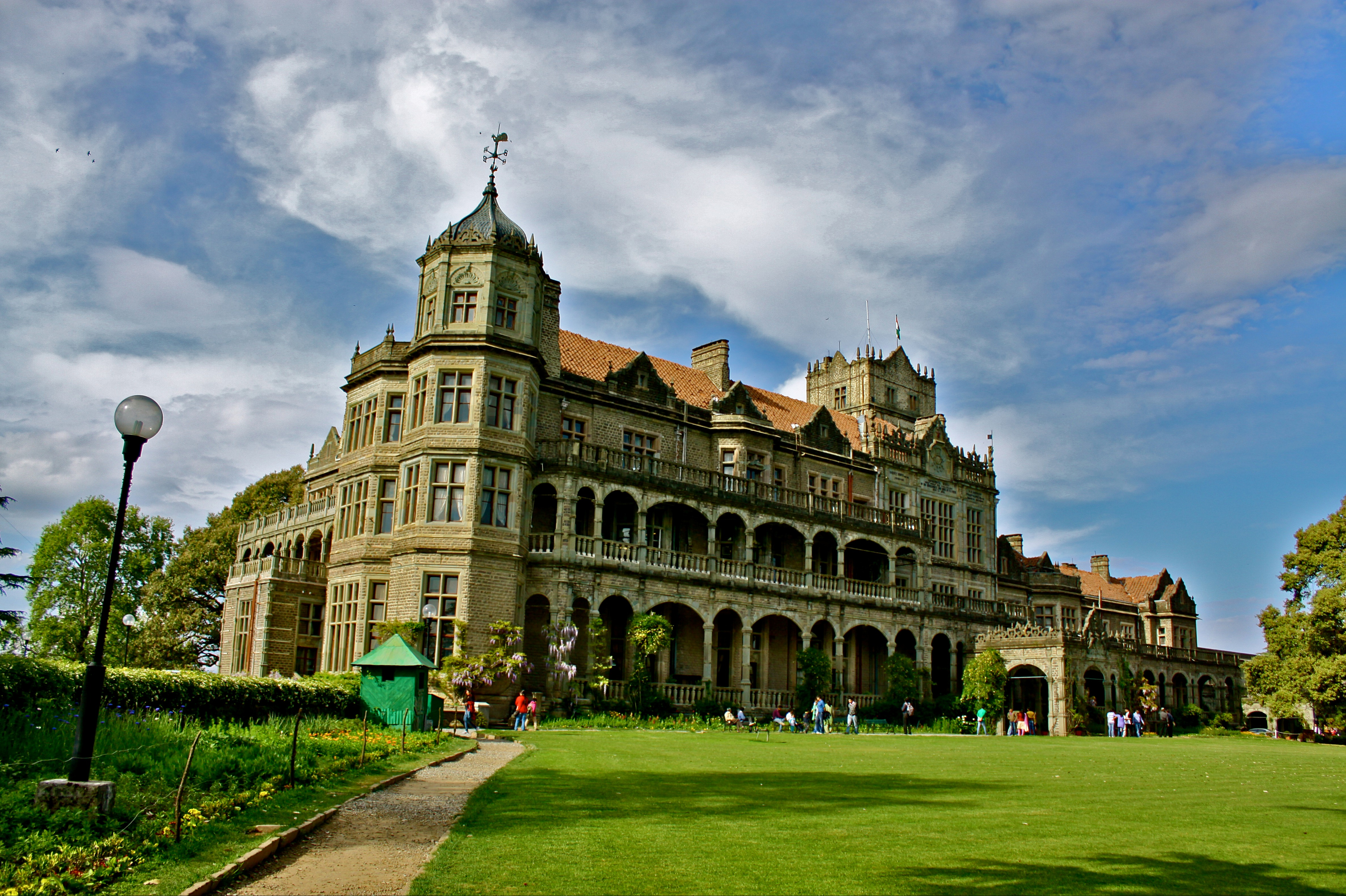

## Fordítás
- Ez a szócikk részben vagy egészben  a   Shimla című angol Wikipédia-szócikk fordításán alapul.  Az eredeti cikk szerkesztőit annak laptörténete sorolja fel. Ez a jelzés csupán a megfogalmazás eredetét és a szerzői jogokat jelzi, nem szolgál a cikkben szereplő információk forrásmegjelöléseként.